# Zeittafel Somalia

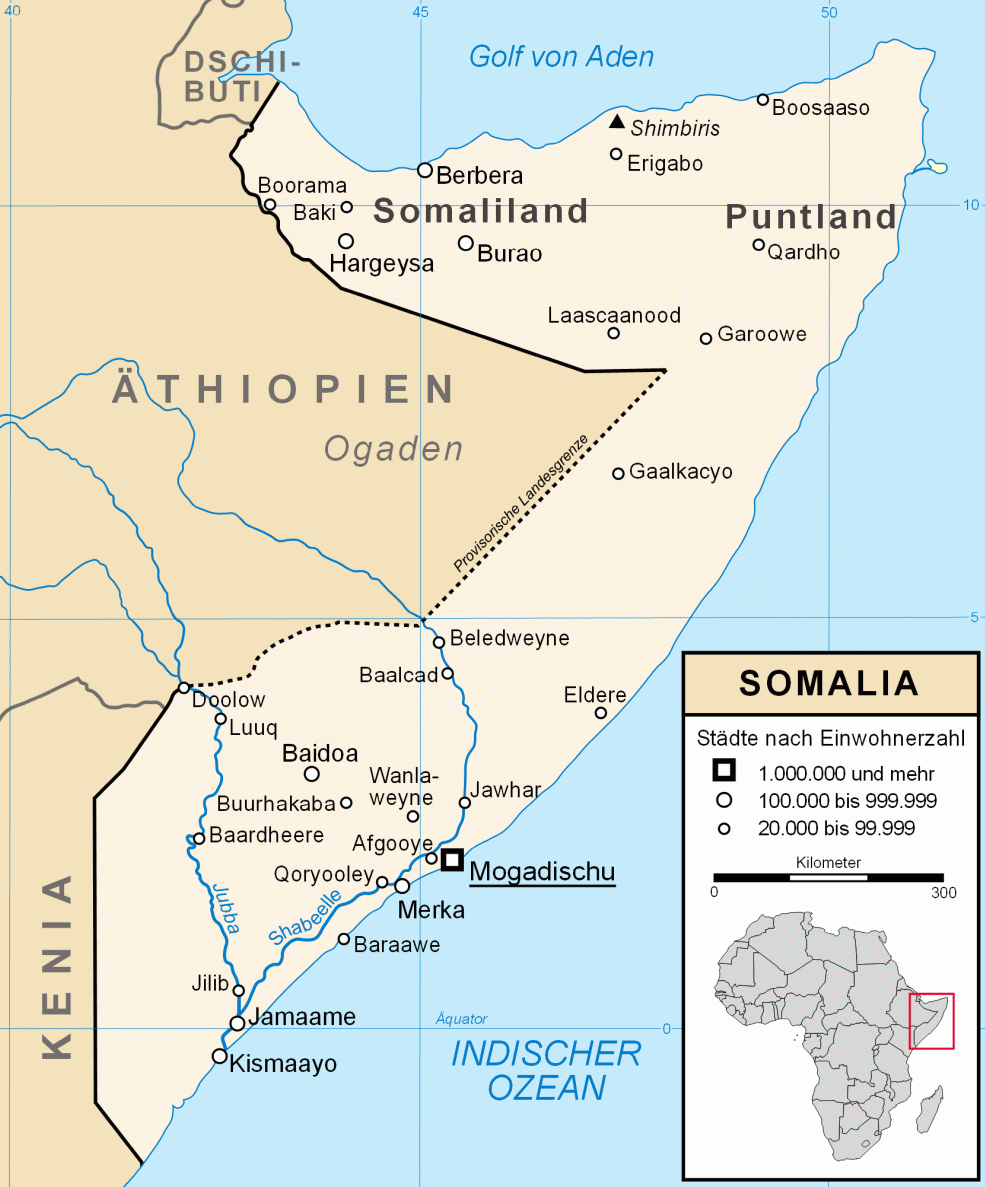
Karte des heutigen Somalia

Die Zeittafel Somalia listet Ereignisse der Geschichte Somalias chronologisch auf.
Für die frühere Geschichte sind genaue Daten schwer zu erhalten.

## V. Chr.
- 9000–8000 v. Chr. bis 3000 v. Chr.: Zwischen diesen Zeiträumen schwanken die Datierungsvorschläge für die in Laas Geel bei Hargeysa im Norden Somalias gefundenen Höhlenmalereien.
- Ab 3000 v. Chr. bestehen Handelsbeziehungen zwischen dem alten Ägypten und dem Land Punt, das im heutigen Somalia oder Eritrea vermutet wird.
- Um 500 v. Chr. trennen sich die Vorfahren der Somali von verwandten Gruppen zwischen den Flüssen Omo und Tana; bis 100 n. Chr. haben sie das gesamte Horn von Afrika besiedelt.

## 1–1000
- 40–70 n. Chr.: Das aus dieser Zeit stammende Periplus Maris Erythraei eines alexandrinischen Handelsreisenden beschreibt u. a. die Hafenstadt Opone, die wohl dem heutigen Hafun (Xaafuun) entspricht.
- 7. Jahrhundert: Entstehung des Islam auf der Arabischen Halbinsel, der sich durch den Seehandel über die Küstenstädte unter den Somali verbreitet. Saylac/Zeila steigt bis zum 16. Jahrhundert zum Zentrum des Islam in Somalia auf.
Gründung von Merka.
- Mittelalter: Entstehung von (teilweise Swahili-)Stadtstaaten im Süden Somalias wie Baraawe, Kismaayo, Mogadischu.

## 1001–1800
- 11.–13. Jahrhundert: Die Ankunft muslimischer Patriarchen (Scheichs) führt zu einer weiteren Verbreitung des Islam. Eine bis ins 19. Jahrhundert andauernde Wanderungsbewegung der Somali nach Süden setzt ein.
- 12. Jahrhundert: In Äthiopien (Shewa) und Nordsomalia entsteht das Sultanat Ifat, Vorläufer des von muslimischen Somali und Afar geführten Sultanats Adal.
- 1327–1330: Der Reisende Ibn Battuta besucht die Region. Er beschreibt Saylac und Mogadischu.
- Anfang des 15. Jahrhunderts: Der chinesische Admiral Zheng He kommt in Somalia vorbei.
- 1415: Verschlechterung der Beziehungen zum benachbarten christlichen Kaiserreich Äthiopien; Negus Isaak erobert Ifat. In der Hymne, die er zur Besingung seines Sieges schreiben lässt, erscheint das Wort Somali erstmals in geschriebener Form.
- 16. Jahrhundert: Portugiesische Seefahrer erreichen die Region, Beginn portugiesischer Überfälle/Angriffe, Städte wie Baraawe kommen zeitweise unter portugiesische Kontrolle.
Niedergang Saylacs und Aufstieg Berberas, beide Städte werden zu Besitzungen der  jemenitischen Stadt Mokka.
- 1528–1535: Krieg des Sultanats Adal unter Ahmed Gurey gegen Äthiopien. Letzteres wendet die Eroberung mithilfe einer portugiesischen Expedition ab.
- 1550–1650: Staat der Ajuran-Hawiya mit Kalafo im Ogaden als Hauptstadt, von Hobyo bis zur Küste bei Mogadischu. Nach dem Niedergang des Ajuran-Staats bildet sich ein kleineres Sultanat der Geledi-Digil (Rahanweyn) mit Hauptstadt Afgooye, Hobyo wird eigenständig.
- Ab Mitte des 18. Jahrhunderts entstehen in Bari zwei Sultanate der Majerteen-Darod.

## 1801–1900
- 19. Jahrhundert: Mogadischu, Merka, Baraawe, Kismaayo und Warsheikh kommen unter die Kontrolle des Sultanats Sansibar.
Der Seehandel mit Sansibar bringt Zehntausende Sklaven aus Ostafrika ins Land, die Vorfahren der somalischen Bantu.
Aufstieg der Majerteen-Sultanate, von denen das eine von Boqor Ismaan Mahamuud, das andere von dessen Cousin Sultan Yuusuf Ali Keenadiid von Hobyo geführt wird. Zeitweise Machtkampf und Bürgerkrieg zwischen beiden.
Beginn der Kolonialisierung im von Somali bewohnten Gebiet.
- 1875: Ägypten versucht Expansion in Äthiopien, Teile Somalias kommen kurz unter ägyptische Kontrolle.
- 1884: Großbritannien schließt Verträge mit verschiedenen Clans in Nordsomalia ab, Entstehung Britisch-Somalilands.
- 1885–1890: Vertreter der Deutsch-Ostafrikanischen Gesellschaft versuchen Ansprüche auf die somalische Küste zu erwirken. Die Bestrebungen scheitern.
- 1887–1897: Menelik II. von Äthiopien erobert Ogaden, das seither unter äthiopischer Kontrolle steht.
- 1888: Sultan Keenadiid von Hobyo stimmt einem italienischen Protektorat zu, desgleichen 1889 Ismaan Mahamuud. So entsteht Italienisch-Somaliland.
- 1899–1920: Krieg der Derwisch-Bewegung unter Mohammed Abdullah Hassan gegen Briten, Italiener und Äthiopier

## 1901–2000
- Anfang des 20. Jahrhunderts verbieten die Kolonialherren die Sklaverei.
- 1905: Mogadischu wird Hauptstadt von Italienisch-Somaliland.
- 1924/1925: Das zuvor zur britischen Kolonie Kenia gehörende Jubaland/Südwestsomalia wird an Italien übertragen. Es besteht bis 1926 als separate Kolonie Oltre Giuba mit Kismaayo als Hauptstadt, danach wird es als Provinz an Italienisch-Somaliland angegliedert.
- 1935–1936: Italienisch-Äthiopischer Krieg: Das mittlerweile faschistische Italien nimmt Äthiopien ein.
- 1940: Italien verdrängt die Briten aus Britisch-Somaliland.
- 1941 erobert Großbritannien daraufhin im Zweiten Weltkrieg auch Italienisch-Somaliland und verwaltet es bis 1950 zusätzlich zu seiner eigenen Somaliland-Kolonie.
- 1943: Gründung der Somalischen Jugendliga (SYL), der ersten politischen Partei Somalias
- 1948: Einführung des Frauenstimmrechts in Italienisch-Somaliland.
- 1949: Die UN-Generalversammlung macht das frühere Italienisch-Somaliland für 1950–1960 zum Treuhandgebiet unter italienischer Verwaltung. In dem darauf folgenden Jahrzehnt profitiert das Land von reichlich UN-Entwicklungshilfe.
- 1960
  - 26. Juni: Unabhängigkeit Britisch-Somalilands
  - 1. Juli: Unabhängigkeit Italienisch-Somalilands, die beiden Kolonien vereinigen sich zu Somalia. Erster Präsident wird Aden Abdullah Osman Daar.
- 1963: Kenia wird unabhängig; Somalia hatte vergeblich auf die Autonomie des somalisch besiedelten Nordostkenia gedrängt. Bis 1964 Aktivitäten somalischer Rebellen an der kenianischen Grenze.
Einführung des Frauenstimmrechts im ehemaligen Britisch-Somaliland.
- Februar bis April 1964: Grenzkrieg zwischen Äthiopien und Somalia.
- 1967: Abdirashid Ali Shermarke wird neuer Präsident. Sein Premierminister Mohammed Haji Ibrahim Egal erreicht eine Entspannung der Beziehungen zu den Nachbarstaaten.
- 1969
  - 15. Oktober: Ermordung Shermarkes durch einen Leibwächter
  - 21. Oktober: Prosowjetische Militärs unter Siad Barre übernehmen die Macht. Es wird ein „wissenschaftlicher Sozialismus“ eingeführt.
- 1972: Standardisierung und Verschriftung der somalischen Sprache
- 1976: Die Macht geht formell vom Militär an die Somalische Revolutionäre Sozialistische Partei über.
- 1977–1978: Ogadenkrieg; Barre bricht mit der Sowjetunion, da diese das gegnerische, kommunistische Derg-Regime Äthiopiens unterstützt.
- 1977: Die entführte Lufthansamaschine Landshut landet auf dem Flughafen Mogadischu.
In Merka tritt der weltweit letzte natürliche Pockenfall auf.
- 1978: Offiziere, vorwiegend aus dem Clan der Majerteen-Darod, versuchen den Sturz der Regierung, diese reagiert mit Vergeltungsmaßnahmen gegen die Majerteen.
- 1980: Somalia gewährt den USA Nutzungsrechte für Flugplätze und Hafenanlagen (u. a. Berbera), im Gegenzug US-Unterstützung für Barre.
- 1981: Gründung der Somalischen Nationalen Bewegung (SNM), das in Nordsomalia gegen das Barre-Regime kämpft.
- 1982: Militäroffensive Äthiopiens und der Oppositionsgruppe Somalische Demokratische Erlösungsfront in Zentralsomalia
- 1988: Vormarsch des SNM; die Regierungsarmee bombardiert Burao und Hargeysa, um die Rebellen zu bekämpfen.
- 1989: Der Vereinigte Somalische Kongress (USC) führt eine Rebellion der Hawiya an. Nach dem Ende des Kalten Krieges verliert Siad Barre seine Bedeutung als Bündnispartner der USA und damit auch deren Unterstützung.
  - 9. Juli: Ermordung des Bischofs von Mogadischu, Pietro Salvatore Colombo, der als Regimekritiker galt
- 1991
  - 26. Januar: Barre wird unter Führung des USC abgesetzt und verlässt Somalia. Die verschiedenen Rebellengruppen können sich nicht auf eine Folgeregierung einigen, Beginn des somalischen Bürgerkrieges
  - 18. Mai: Somaliland erklärt einseitig seine Unabhängigkeit.

Hungersnot vor allem in Südwestsomalia um Baidoa wegen Krieg und Dürre, Hunderttausende Tote.
- 1992
  - 24. April: Mit der Resolution 751 beschließt der UN-Sicherheitsrat die Entsendung der UNOSOM-Mission, die die Lieferung von Nahrungsmittelhilfe sichern und den Frieden wiederherstellen soll.
  - 3. Dezember: Mit der Resolution 794 wird die UNOSOM der UNITAF unter US-amerikanischer Führung unterstellt.
- 1993
  - 3./4. Oktober: Schlacht von Mogadischu, die USA ziehen daraufhin bis 1994 ihre Truppen ab.
- 1995: Rückzug der UNOSOM II
- 1996: Ein in Boorama geschlossenes Friedensabkommen beendet die Konflikte zwischen SNM-Faktionen sowie zwischen den Minderheitenclans der Dir und Darod und der Isaaq-Mehrheit in Somaliland.
- 1998: Puntland unter Abdullahi Yusuf Ahmed erklärt einseitig seine Unabhängigkeit. Mohammed Farah Aidid ruft in Baidoa die Republik Jubaland aus.
  - 7. August: Terroranschläge auf US-Botschaften in Nairobi und Daressalaam. Diese werden al-Qaida-nahen Kreisen zugeschrieben, die möglicherweise von Somalia aus operierten.
- 2000: Friedensverhandlungen in Arta, Dschibuti führen zur Bildung einer Übergangsregierung für Somalia (Bundes-Übergangsregierung), die zunächst im Exil in Kenia verbleibt. Abdikassim Salat Hassan wird Übergangspräsident.

## 2001–heute
- 2001: Nach den Terroranschlägen am 11. September gerät Somalia wieder vermehrt als potentielles Rückzugsgebiet für Terroristen in das Blickfeld der USA.
- 2002: Die Rahanweyn-Widerstandsarmee ruft die Unabhängigkeit Südwestsomalias aus.
- 2003: Puntländische Truppen besetzen Teile des umstrittenen Grenzgebietes zwischen Puntland und Somaliland.
- 2004: Das somalische Exilparlament wählt Abdullahi Yusuf Ahmed zum neuen Präsidenten. Ende der Sezession Puntlands, das nunmehr nach Autonomie innerhalb Somalias strebt.
  - 26. Dezember: Der Tsunami im Indischen Ozean trifft Somalia.
- 2005: Baidoa und Jawhar werden als provisorischer Regierungssitz von der Übergangsregierung bezogen.
- 2006
  - Juni: Die Union islamischer Gerichte verdrängt die in der ARPCT lose zusammengeschlossenen Kriegsherren aus Mogadischu. In der Folge bringt sie große Landesteile unter ihre Kontrolle und bedrängt die Übergangsregierung militärisch.
  - 14. August: Galmudug erklärt einseitig seine Unabhängigkeit von Somalia und Puntland.
  - 24. Dezember: Äthiopien erklärt mit Unterstützung der USA der Union islamischer Gerichte den Krieg und marschiert in Somalia ein. Die Union wird in den folgenden Tagen weitgehend verdrängt.
- 2007: Anhaltende Militärpräsenz Äthiopiens. Ab dem 1. März treffen etwa 1.700 Soldaten der afrikanischen Friedenstruppe AMISOM ein. Vor allem im März/April, Juli/August (Nationale Versöhnungskonferenz) und November schwere Kämpfe in Mogadischu zwischen Truppen Äthiopiens und der Übergangsregierung einerseits, Islamisten und weiteren Regierungsgegnern andererseits, die Hunderttausende zur Flucht aus der Stadt veranlassen. Zahl der Binnenvertriebenen steigt auf über eine Million.
Kämpfe um Las Anod zwischen Puntland und Somaliland.
- 2008: Weiterhin Kämpfe in Mogadischu. Vormarsch der Regierungsgegner in weiten Teilen Süd- und Zentralsomalias. Verschlechterung der humanitären Lage infolge von Kampfhandlungen, Dürre, hoher Inflation und weltweitem Nahrungsmittelpreisanstieg. Unruhen in Mogadischu wegen steigenden Nahrungsmittelpreisen.
Im April und Mai zeitweise angespannte Lage in Somaliland nach umstrittener Verschiebung der geplanten Wahlen und Verlängerung der Amtszeit von Dahir Riyale Kahin.
Verschiedene Piratenangriffe erregen internationale Aufmerksamkeit.
  - 28. Oktober: Gleichzeitige Selbstmordattentate in Hargeisa (Somaliland) und Boosaaso (Puntland)
  - 29. Dezember: Übergangspräsident Abdullahi Yusuf Ahmed tritt zurück
- 2009: Abzug der äthiopischen Truppen beginnt